# Filippo Fortin
Filippo Fortin (Venetië, 1 februari 1989) is een Italiaans baan- en wegwielrenner die vanaf 2025 voor de formatie Toscana Factory Team Vini Fantini uitkomt. 

## Baanwielrennen

### Palmares
| Jaar     | IK                   | EK       | WK       | Overig   |
| Junioren | Junioren             | Junioren | Junioren | Junioren |
| -------- | -------------------- | -------- | -------- | -------- |
| 2007     | Ploegenachtervolging |          |          |          |
| Elite    |                      |          |          |          |
| 2011     | Ploegenachtervolging |          |          |          |

## Wegwielrennen

### Overwinningen
2011
4e etappe Ronde van Chili
2015
1e etappe Ronde van Slowakije
2016
GP Adria Mobil
Belgrado Banjaluka II
1e en 5e etappe Ronde van Servië
Puntenklassement Ronde van Servië
2017
Grote Prijs van Izola
1e etappe CCC Tour-Grody Piastowskie
Ronde van Bern
1e etappe Flèche du Sud
Puntenklassement Flèche du Sud
2e etappe Ronde van Opper-Oostenrijk
2018
GP Adria Mobil
2e etappe Ronde van Rhône-Alpes Isère
2e etappe Flèche du Sud
4e etappe Szlakiem Walk Majora Hubala
2e etappe Ronde van Opper-Oostenrijk
4e etappe Ronde van Tsjechië
2021
1e etappe Istrian Spring Trophy
2022
2e etappe Belgrado-Banja Luka
2023
3e etappe Belgrado-Banja Luka
1e etappe Ronde van Estland
1e etappe (deel A) Ronde van Bulgarije
1e en 2e etappe In the footsteps of the Romans
Eindklassement In the footsteps of the Romans

### Resultaten in voornaamste wedstrijden
| Jaar | Milaan-San Remo | Gent-Wevelgem | Ronde van Vlaanderen | Parijs-Roubaix |
| ---- | --------------- | ------------- | -------------------- | -------------- |
| 2013 | opgave          |               |                      |                |
| 2014 | opgave          |               |                      |                |
| 2015 |                 |               |                      |                |
| 2016 |                 |               |                      |                |
| 2017 |                 |               |                      |                |
| 2018 |                 |               |                      |                |
| 2019 |                 | opgave        | opgave               | 100e           |

## Ploegen
- 2011 –  Androni Giocattoli-C.I.P.I. (stagiair vanaf 1 augustus)
- 2012 –  Team Type 1-Sanofi
- 2013 –  Bardiani Valvole-CSF Inox
- 2014 –  Bardiani CSF
- 2015 –  GM Cycling Team
- 2016 –  GM Europe Ovini
- 2017 –  Tirol Cycling Team
- 2018 –  Team Felbermayr Simplon Wels
- 2019 –  Cofidis, Solutions Crédits
- 2020 –  Team Felbermayr Simplon Wels
- 2021 –  Team Vorarlberg
- 2022 –  Maloja Pushbikers
- 2023 –  Maloja Pushbikers
- 2024 –  Maloja Pushbikers
- 2025 –  Toscana Factory Team Vini Fantini

Antomarchi · Bazzana · Bertogliati · Bodrogi · Bowden · Calabria · Callegarin · Colli · Cusin · Dugan · El Fares · Eldridge · Fortin · Ilešič · Jefimkin · Kocjan · Laengen · Mejías · Preidler · Reijnen · Rosskopf · Serebrjakov · Verschoor · Lozano (stagiair)
Cacciotti · Cavasin · Di Sante · D'Urbano · Ferrarotti · Fortin · Hernández · Parra · Pedante · Rotondi · Ruscetta · Sazanov · Stamegna · Visconti · Ciucci (stagiair)
Eibegger · Fortin · Kierner · Krizek · Lehner · Mangertseder · Neuhauser · Rabitsch · Schlemmer · Zoidl
Atapuma · Berhane · N. Bouhanni · R. Bouhanni · Chetout · Claeys · Edet · Fortin · Hansen · Jesús Herrada · José Herrada · Hofstetter · Lafay · Laporte · Le Turnier · Lemoine · Maté · Mathis · Morin · Perez · Périchon · Rossetto · Simon · Soupe · Touzé · Van Lerberghe · Vanbilsen · Waeytens · Finé (stagiair) · Leyder (stagiair) · Viviani (stagiair)
Benz-Kuch · Bertazzo · Bichlmann · Davis · Evans · Finetto · Fortin · Klotz · Kopper · Meo · Reißig · Rudys · von Stetten · Weber · Wollenberg